# Schwellisee
Der Schwellisee ist ein auf 1931 m gelegener Bergsee bei Arosa im Schweizer Kanton Graubünden.

## Lage und Beschreibung
Der See liegt auf der Aroser Alp, südwestlich von Innerarosa ausserhalb des Siedlungsgebiets an der jungen Plessur unterhalb des Älplisees am Wanderweg Richtung Erzhorn – Aroser Rothorn.

## Geologie und Entstehung
Der Schwellisee ist ein sogenanntes Zungenbecken, entstanden durch die Stauung eines Bergsturzes (Schwelle) vom Schafrügg. Er liegt auf der Aroser Schuppenzone, welche sich aus Dolomit, Kalkschiefer, Kristallinschuppen und Serpentin zusammensetzt. Der Umriss gleicht einem Efeublatt.

## Geschichte
Vor Ankunft der Walser in Arosa war das Gebiet um den Schwellisee von einem ausgedehnten Arvenwald umgeben. Die Siedler rodeten die Bestände, welche sie für den Bergbau und ihren sonstigen Unterhalt benötigten. Die oberhalb des Sees am Weg stehenden, sagenumwobenen Arven zeugen heute noch direkt davon. Im See selbst liegen Arvenstämme aus jener Zeit. Anfang des 20. Jahrhunderts wurde ein Stübchen im Hotel Kulm mit Holz aus dem See getäfert. Der Baumstamm beim Heimatmuseum in Arosa stammt auch aus dem Schwellisee.

## Fischbestand
Aufgrund der Wasserversorgung von Arosa ab 1908 und später nochmals ist der See in seiner Ausdehnung stark geschrumpft. Daher kam es zwischen der politischen Gemeinde und dem Fischerverein zu einem zivil- und staatsrechtlichen Prozess. Um 1900 soll es im Schwellisee keinen Fischbestand gehabt haben. 1902 richtete ein gewisser M. Schmid ein Gesuch an den Gemeinderat Arosa, ihm den See für einen angemessenen Zins zu überlassen, um Fische einzusetzen. Dieser Wunsch wurde ihm zwar verwehrt, dennoch setzte man 1907 10'000 Forellen ein. 1944 kamen noch 2000 Irida-Sömmerlinge dazu.

## Weitere Nutzung
Der Schwellisee wird touristisch nicht direkt genutzt. 1922 wurde am See eine Fischerhütte erstellt. In kalten Herbsten, wenn der See schwarzgefroren ist, kommen die Aroser bisweilen zum Eislaufen herauf. 1989 führte der internationale Karrimor-2-Tage Gebirgsmarathon und Orientierungslauf die Teilnehmer zur Übernachtung an den Schwellisee; es wurde eigens ein Zeltlager eingerichtet. Im Winter führt eine beliebte Varianten-Abfahrt vom Hörnli den Verborgenen Weng entlang zum See hinunter, welcher dann mit den Skiern in Richtung Nordosten überquert wird. Diverse Vorschläge in der Vergangenheit, den Schwellisee zu stauen und zur Stromgewinnung zu nutzen, wurden nicht weiterverfolgt.

## Galerie

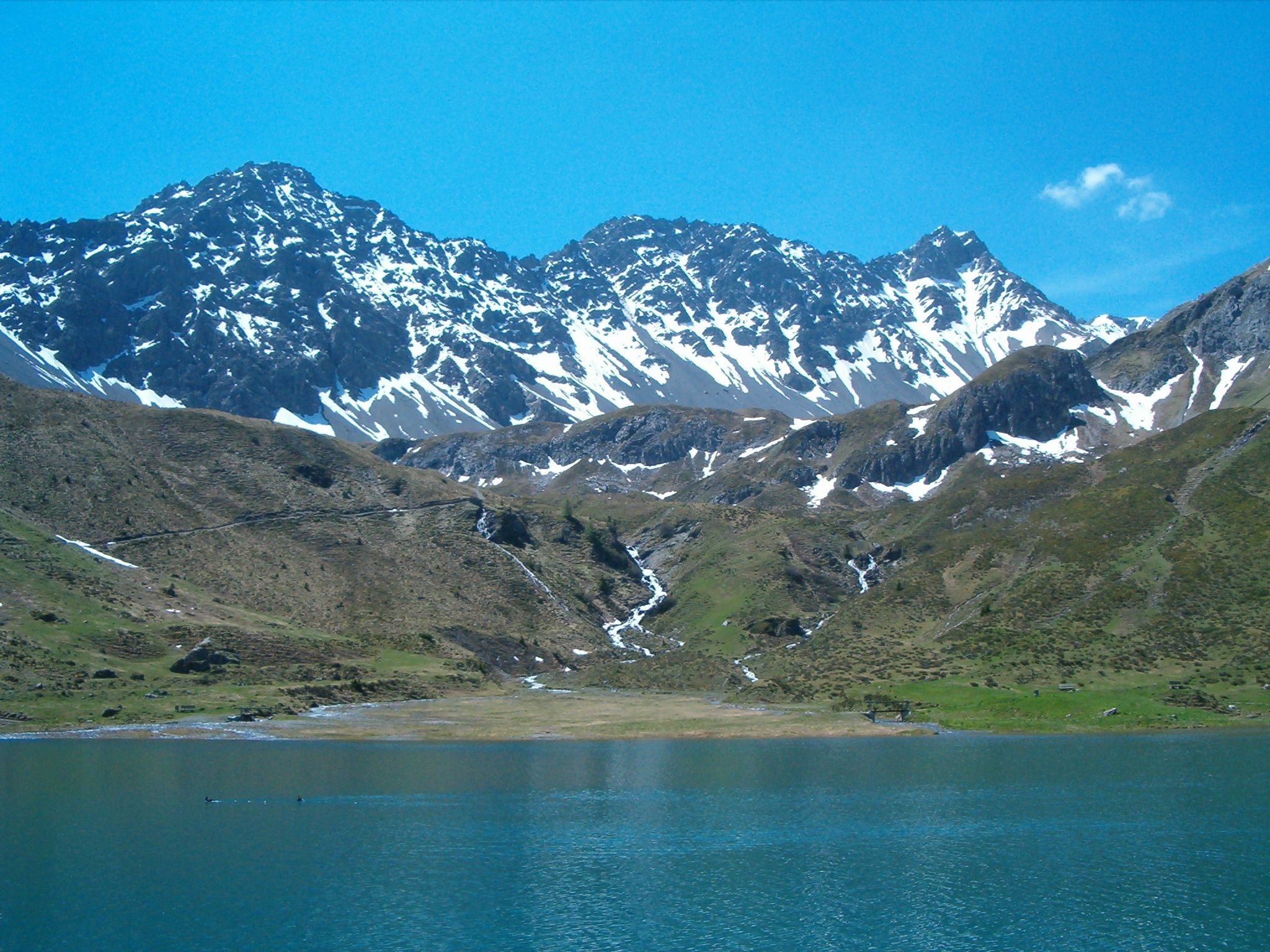
Schwellisee mit Plessurdelta
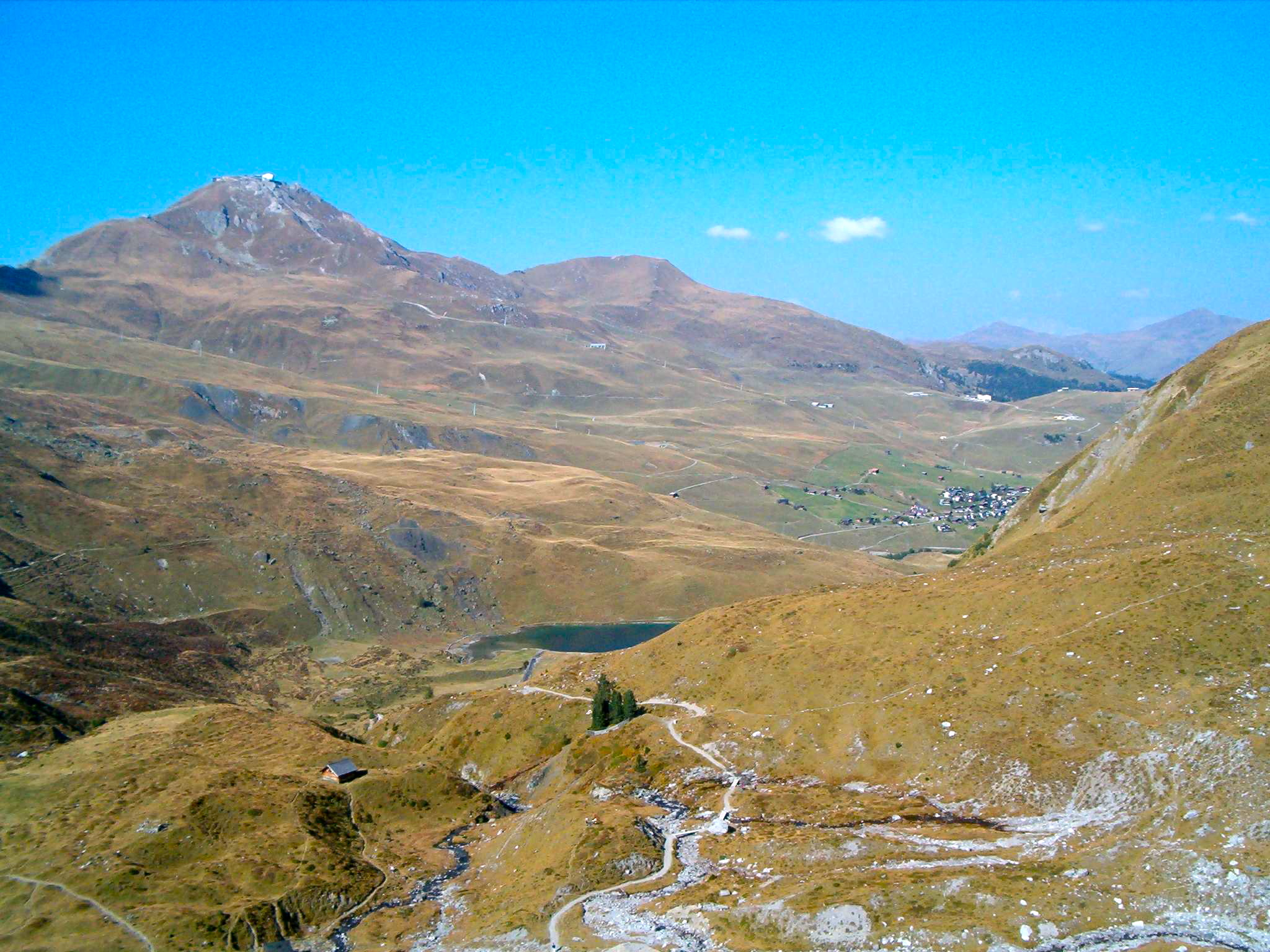
Schwellisee mit sagenumwobenem Arvengrüppchen
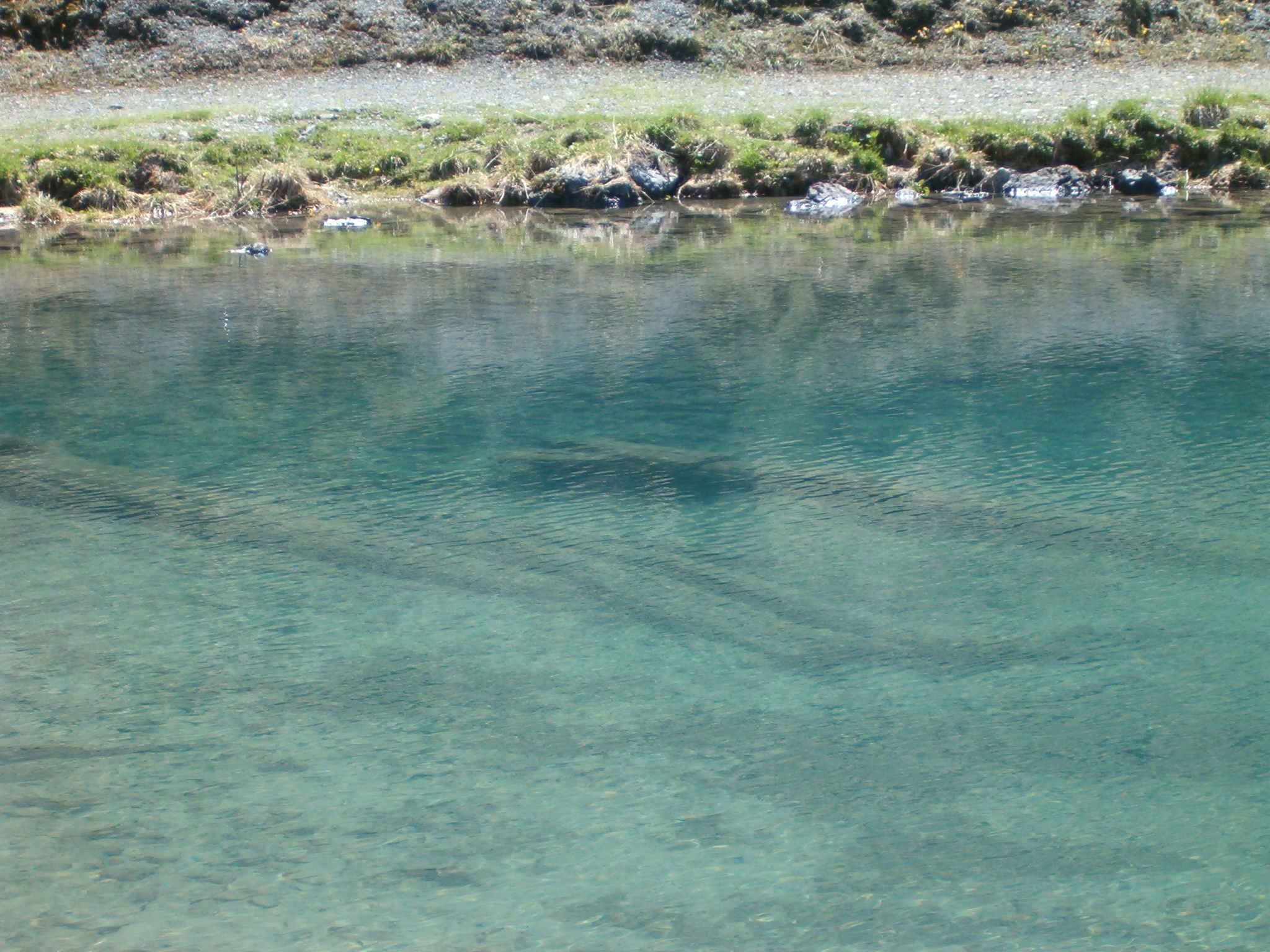
Arvenstämme auf dem Seegrund
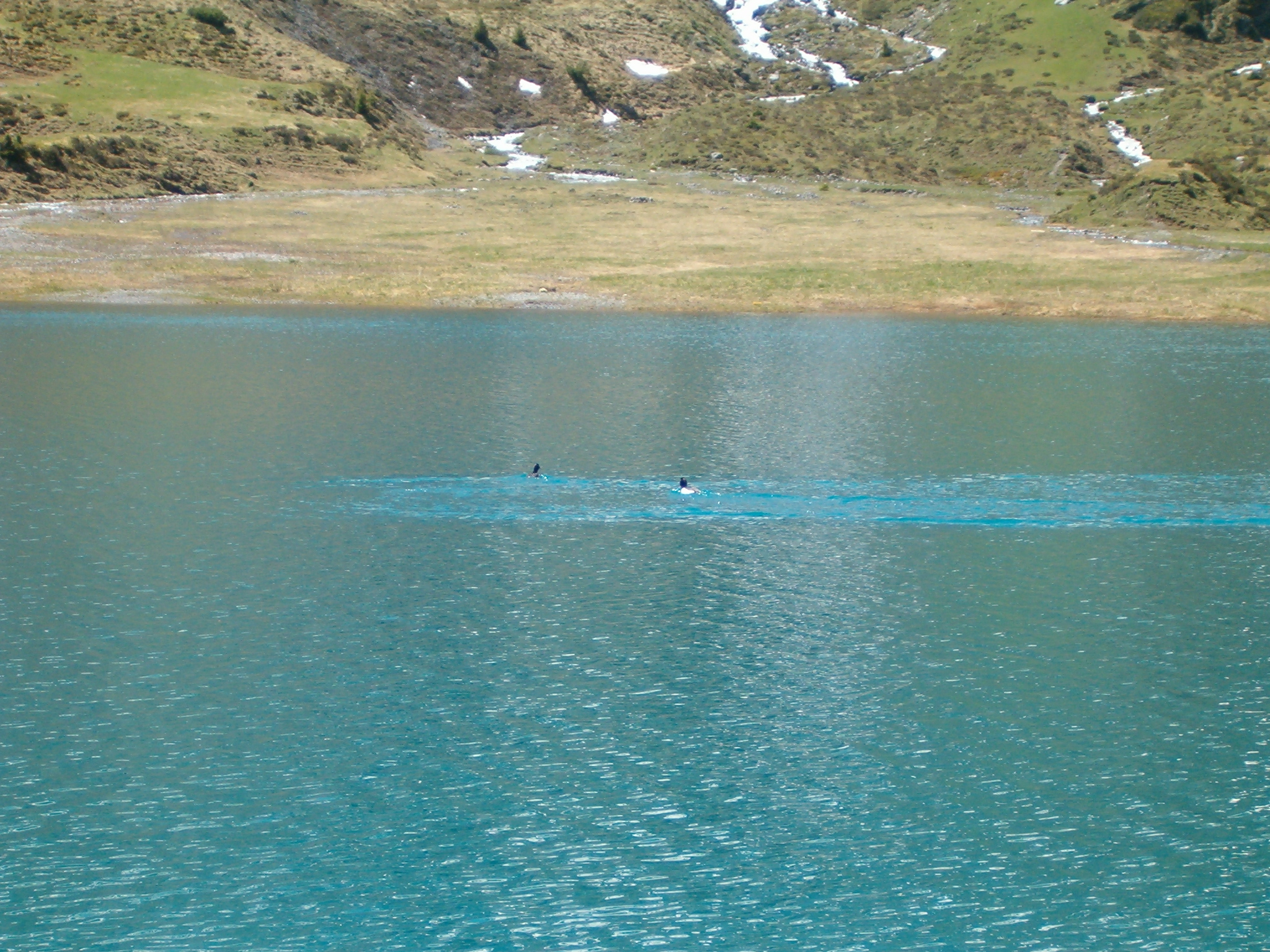
Reduzierte Oberfläche seit Bau Wasserversorgung